# پیوند مرده

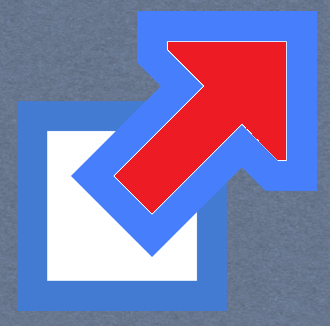
لوگوی پیوندهای مرده

پیوند مرده (یا linkrot) حالتی است که در آن ابرپیوندها در وب‌سایت‌های شخصی یا به‌طور کلی در اینترنت، به صفحات وب، سرورها یا سایر منابع اشاره کنند که برای همیشه از دسترس خارج شده‌اند. هیچ نظر دقیقی در مورد اینکه چه مدت وب سایت‌ها و سایر منابع بر روی اینترنت باقی می‌مانند وجود ندارد. در این زمینه مطالعات زیادی انجام شده که تخمین‌های بدست آمده از آن‌ها با توجه به پیوندهای مورد بررسی قرار گرفته، به مقدار زیادی متفاوت است.

## علل
یکی از رایج‌ترین دلایل به وجود آمدن یک پیوند مرده این است که صفحه وبی که به آن اشاره شده، دیگر وجود ندارد. این اغلب به یک خطای ۴۰۴ منجر می‌شود که نشان می‌دهد سرور وب پاسخ داده اما صفحه مورد نظر پیدا نشده‌است. نوع دیگری از لینک مرده زمانی رخ می‌دهد که سرور میزبان صفحه هدف از کار می‌افتد یا به یک دامنه جدید انتقال می‌یابد. همچنین مرورگر ممکن است یک خطای DNS را نشان دهد یا یک سایت غیر مرتبط با محتوای مورد نظر نمایش دهد. این حالت زمانی رخ می‌دهد که یک نام دامنه منقضی شده و توسط یک طرف دیگر دوباره ثبت شود.